# Фёдоровка (Херсонский район)
Фёдоровка (укр. Федорівка) — село в Дарьевской сельской общине Херсонского района Херсонской области Украины.
Почтовый индекс — 75030. Телефонный код — 5547. Код КОАТУУ — 6520387301.

## Население
Население по переписи 2001 года составляло 1222 человека.

### Языковой состав
Родной язык населения по данным переписи 2001 года:
| Язык       | Численность, чел. | Доля     |
| ---------- | ----------------- | -------- |
| Украинский | 1 099             | 89,93 %  |
| Русский    | 114               | 9,33 %   |
| Другое     | 9                 | 0,74 %   |
| Итого      | 1 222             | 100,00 % |